# 三星Galaxy Tab S4
三星Galaxy Tab S4是由三星電子開發和生產的平板電腦，他是前一任產品三星Galaxy Tab S3的替代品，并恢復了三星Galaxy Tab系列16:10的屏幕比例。其與更便宜的三星Galaxy Tab A 10.5同時發佈。

## 歷史
三星Galaxy Tab S4與2018年8月1日在網上發佈，WIFI和蜂窩網絡機型同時在網上接受預定。目前在美國上市的LTE機型可以通過Verizon購買，其他運營商將在2018年第三季度給予支持。.訂單將於8月10日開始發貨。 2018年8月29日中国大陆三星官网上架三星Galaxy tab S4，并更换平板页面标语“一屏一视界 一笔一生花”。8月31日0时三星网上商城正式接受预定，9月7日起陆续发货。

## 規格

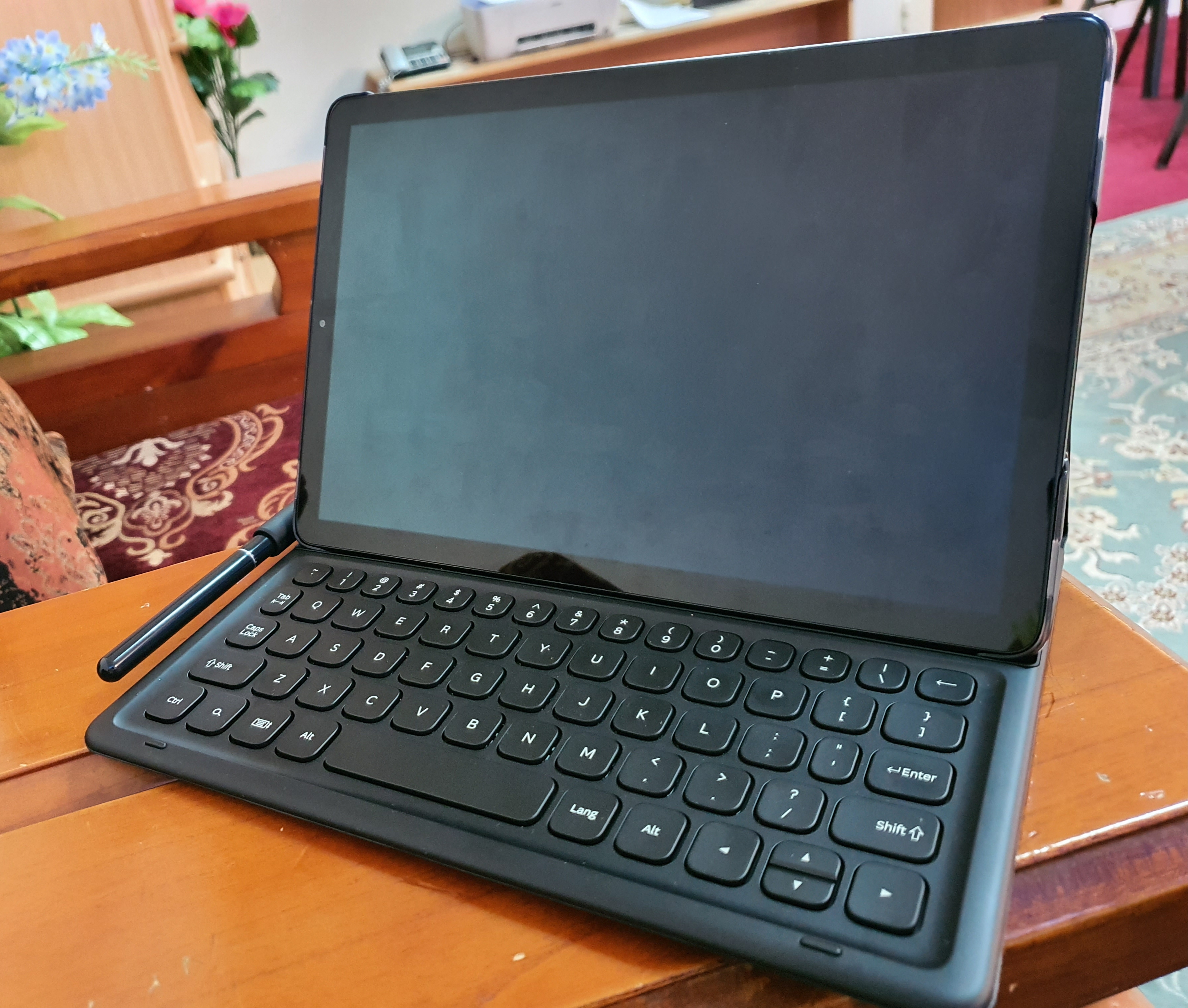
三星Galaxy Tab S4

### 硬件
三星Galaxy Tab S4具有4GB LPDDR4X內存和高通驍龍835處理器并有64GB及256GB的兩種不同版本還可以通過擴展SD卡提升400GB存儲容量。其還擁有一個7300毫安時的電池且可支持快速充電，三星官方宣稱可以看視頻長達16個小時。該設備具有遠程麥克風，可藉由Google助手進行遠程控制。
與三星Galaxy Tab S3相比，S4具有一個更大的10.5英吋的分辨率達到2560X1600的屏幕，長寬比為16:10，邊框更薄使得屏幕佔比相當。S4具有虹膜掃描儀。正面的攝像頭升級為800萬像素，可以拍攝1080P的視頻。S4所帶的四個揚聲器由AKG進行調校，支持環杜比全景聲。
S4的屏幕為第三代康寧大猩猩屏幕，正面取消了三星的標誌。

### 軟件
三星Galaxy Tab S4的系統為Samsung Experience 9.5基於安卓8.1 Oreo。
新功能包括Samsung Knox和Daily Board模式，會在上面顯示照片、天氣和日曆信息。Bixby2.0將於2019年的軟件更新中添加。
S4原生支持Samsung DEX功能，在連接鍵盤時可以直接啟動。S4可以同時運行高達20個應用程序窗口，並且支持分屏、拖放和右鍵單擊功能。當連接至外部顯示器時，原屏幕可以當做觸控板。
2019年5月21日国行三星Tab S4得到Android9.0的One UI更新推送。

### 配件
三星Galaxy Tab S4和前幾代一樣包括了三星S Pen，並且在此基礎上進行了改進。S Pen的尖端部分僅為0.7mm，并具有4096級压感，類似於三星Galaxy Note 8的S Pen。其重量為9.1克，并支持空中控制，屏幕文本翻譯，實時消息及屏幕備忘錄。
可拆卸的鍵盤部件需單獨購買，並且可由S4的磁性鎖扣住。

## 外部連結
- 官方網站（页面存档备份，存于）